# 高橋嵐
高橋 嵐（たかはし あらし）は、日本のミュージシャン。電気グルーヴの元メンバー。
本名は、高橋 コウジ。また、電気グルーヴ在籍時は高橋 0777、Nobuo・A・Takahashiとクレジットされることもあった（石野卓球には高橋ブタオとも呼ばれていた）。

## 経歴
1989年に石野卓球等と電気グルーヴを結成し、プログラミングを担当。その翌年、電気グルーヴのインディーズアルバム『662 BPM BY DG』発表前後に若王子耳夫と共に脱退する。その後もRodot Compo、タカハシテクトロニクス、ミュートロン、T2、PALOMATIC、KOJI TAKAHASHI等、複数名義で精力的に活動。
トランソニック、SYZYGY、MANUFACTURE RECORDINDS等のテクノレーベルでのリリースや、自身もmicrobe recordingを主宰した。
1993年には、YMOのトリビュート・アルバム『Who's YMO - Remade In Japan 再日本製』にも参加し、「インソムニア」を独自の解釈でカバーした。アンビエントやチルアウト、ブリープ、エレクトロニカ系の音作りを行う。
808ステイト来日公演のフロントアクトを務めた経験もある。
リル・ルイスによるハウス初期の傑作『フレンチ・キッス』曲中の喘ぎ声に合わせて自慰行為をする特技も持っている。
1991年、「史上最大のテクノポップDJパーティーSUPER」で宍戸留美の「男の子が泣いちゃうなんて」「地球の危機」をライブ用に編曲、バックバンドも務めた。坂本龍一「E-3A」のリズムトラックがブレイクビーツで鳴っていたとのこと。

## エピソード
「ハブラシの柄の部分を肛門に挿すと気持ちいい」という情報を耳にしたものの、誤ってブラシの部分を突っ込んでしまい抜けなくなって散々な目にあったという伝説を残している。このため、初期の電気グルーヴファンにとっては高橋=ハブラシという印象が強い。